# Abanilla
Abanilla – miasto w Hiszpanii, we wspólnocie autonomicznej Murcja. W 2009 liczyło 6589 mieszkańców.

## Miasta partnerskie
- Villeurbanne, Francja
- Servian
- Diémoz, Francja